# Pokłon Trzech Króli (obraz Geertgena z Pragi)
Pokłon Trzech Króli – obraz olejny niderlandzkiego malarza renesansowego Geertgena tot Sint Jansa.

## Opis
Tematem dzieła jest scena biblijna z Nowego Testamentu opisana w Ewangelii św. Mateusza (Mt 2,1-12). Pomimo że ewangelia mówi o mędrcach i nie określa jednoznacznie ich liczby, to od XII wieku w sztuce pojawiają się królowie z atrybutami władzy. Najczęściej jest ich trzech, młodzieniec, człowiek dojrzały i starzec, reprezentują trzy kontynenty, Europę, Azję i Afrykę.
Geertgen nie odszedł od tradycji i scenę umieścił pod szopą a trzech króli widzimy na pierwszym planie. Z powodu uszkodzenia obrazu Madonna z Dzieciątkiem znajduje się po lewej stronie. Pierwotnie za nią stał Święty Józef a scena hołdu poprzez pocałowanie dłoni dziecka stanowiła oś obrazu. Pierwsi dwaj władcy klęczą, trzeci, Saracen, stoi, a w lewej ręce trzyma kryształ górski w wielkości strusiego jaja. Kolor jaja kontrastuje z jego czarną głową. Postacie zostały ukazane w dość sztywny i monumentalny sposób, co miało nadawać im dostojności i powagi. Taki sposób przedstawiania zbliżony jest do późniejszych postaci na obrazach Vermeera.
Na drugim planie rozgrywa się scena o zupełnie innej dynamice. Jest to jeden ze znaków rozpoznawczych twórczości Geertgena – wprowadzenie dynamizmu kontrastującego dla monotonii. Drugim trikiem malarskim są dynamiczne diagonalne linie kompozycyjne, które prowadza widza w głąb obrazu. Jak na pierwszym planie widzimy dostojną sceną oddania hołdu tak na drugim słudzy rozpraszają się, zajmują się rozmową, poją konie. W oczy rzuca się mały paź z ogromną i wręcz nieproporcjonalną halabardą. Przedmieścia Betlejem tętnią życiem codziennym. Z prawej strony widoczne są pałace jerozolimskie.